# Illán de Vacas
Illán de Vacas ist der kleinste spanische Ort und die kleinste Gemeinde (municipio) mit nur noch 3 Einwohnern (Stand 1. Januar 2022); er liegt in der spanischen Provinz Toledo in der Autonomen Region Kastilien-La Mancha.

## Lage und Klima
Der Ort Illán de Vacas liegt knapp 60 km nordwestlich von Toledo bzw. knapp 30 km östlich von Talavera de la Reina in einer Höhe von ca. 480 m. Das Klima im Winter ist rau, im Sommer dagegen trocken und warm; der spärliche Regen (ca. 355 mm/Jahr) fällt überwiegend in den Wintermonaten.

## Bevölkerungsentwicklung
| Jahr      | 1857 | 1900 | 1950 | 2000 | 2017 |
| Einwohner | 248  | 114  | 106  | 4    | 3    |

Seit der Mitte des 19. Jahrhunderts hat die Gemeinde einen stetigen Bevölkerungsrückgang zu verzeichnen und steht seit den 1990er Jahren kurz vor dem Verschwinden.

## Wirtschaft
Das Umland von Illán de Vacas war und ist im Wesentlichen landwirtschaftlich geprägt, wobei der Weinbau und Olivenbaumplantagen wichtige Rollen spielen; der Ort selbst diente früher als handwerkliches und merkantiles Zentrum für die umliegenden Höfe. Der Ort besteht zwar noch aus etwa 10 Häusern, von denen jedoch die meisten nur noch als Ferienwohnungen vermietet werden.

## Geschichte

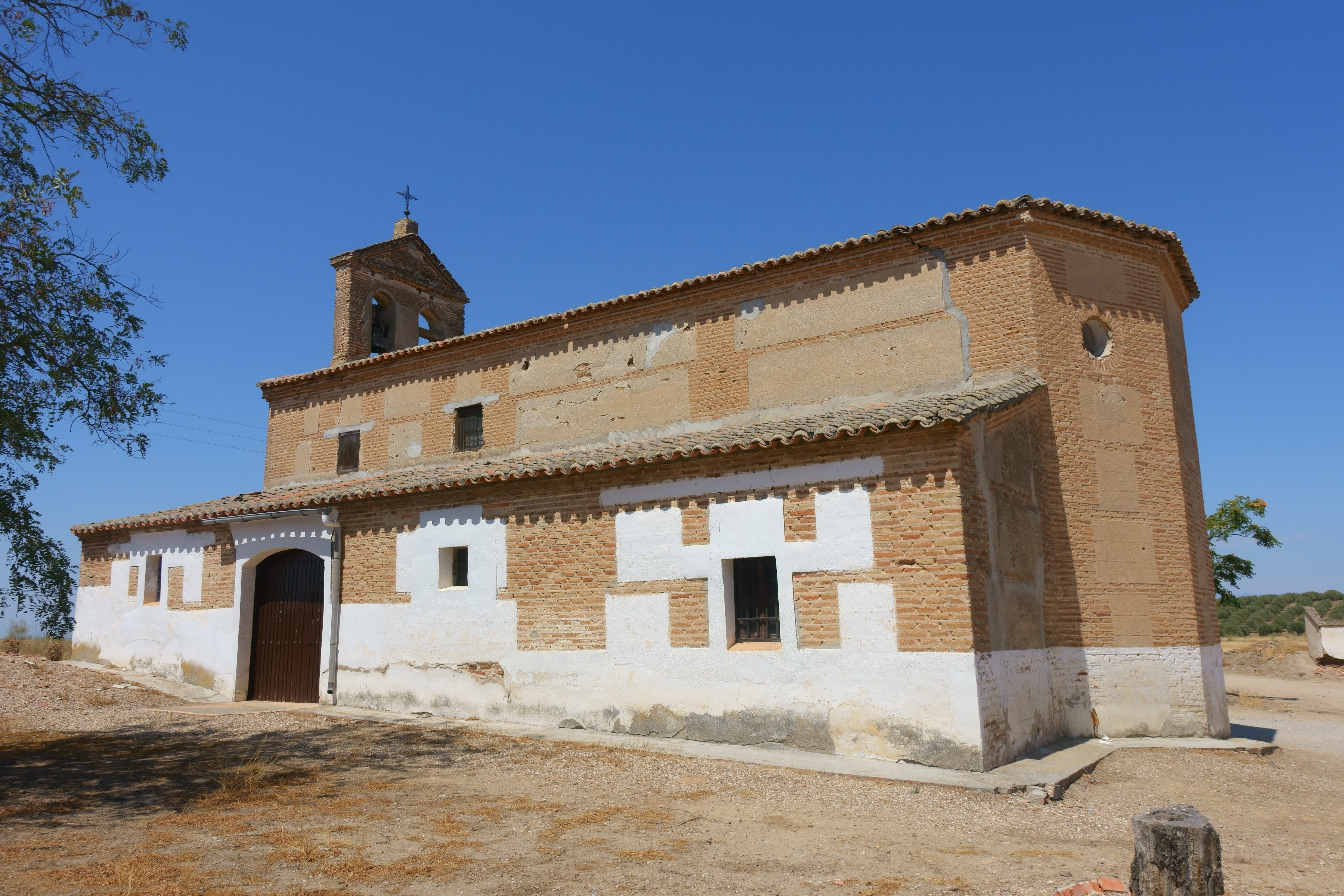
Iglesia de la Asunción de Nuestra Señora

Über die Geschichte des Ortes ist kaum etwas bekannt. Mit der Rückeroberung (reconquista) Toledos durch die Truppen Alfons’ VI. im Jahr 1085 kam das Gebiet unter christliche Herrschaft und wurde mit Christen aus dem Norden und Süden der Iberischen Halbinsel wiederbesiedelt (repoblación). Die erste urkundliche Erwähnung des Ortes stammt aus dem Jahr 1210. Der Ortsname könnte sich auf den hl. Illán, den Sohn des hl. Isidor von Madrid beziehen.

## Sehenswürdigkeiten
- Die Iglesia de la Asunción de Nuestra Señora ist ein Bau im regionaltypischen Mudéjar-Stil aus dem 15./16. Jahrhundert mit einer polygonal gebrochenen Apsis und einem zweigeteilten Glockengiebel (espadaña) über der portallosen Westfassade. Die Südvorhalle ist eine spätere Hinzufügung.
- Der nahegelegene Friedhof (cementerio) ist von einer Mauer eingefasst, die ihrerseits wiederum von Bäumen umstanden ist.